# Martin Wong
Martin Victor Wong (* 11. Juli 1946 in Portland (Oregon); † 12. August 1999 in San Francisco) war ein US-amerikanischer Maler. Seinen Namen gab Wong spielerisch oft auch als Martin Genghis Wong an.
Martin Wong stammte aus einer Familie, deren Vorfahren aus China eingewandert waren. Er wuchs in San Francisco auf, wo er 1964 die George Washington High School beendete. Seine künstlerische Laufbahn begann Wong in den 1970er Jahren als Performance-Künstler. 1978 ging er nach New York City und beschäftigte sich von da an fast ausschließlich mit Malerei. Wong, der keine formale Ausbildung besaß und dessen Werk ein ausgeprägtes Gefühl für homosexuelle Motive zeigt, wurde in der Kunstszene der Lower East Side ein anerkannter, berühmter und produktiver Maler. Seine Arbeiten, die Themen der New Yorker Chinatown und der von Drogen und Kriminalität geprägten Lower East Side behandeln, verbinden soziale Dokumentation mit Witz und Symbolik. Über seine Malerei hinaus arbeitete Wong mit Graffiti-Künstlern zusammen und experimentierte auch mit Gedichten und Prosa, die er häufig auf langen Papierrollen niederschrieb. Nachdem Wong an Aids erkrankte, ging er 1995 zu seiner Familie nach San Francisco zurück, wo er 1999 starb.
Wong sammelte asiatische Antiquitäten und trug eine der weltgrößten Graffitisammlungen zusammen, die er 1993 dem Museum of the City of New York schenkte.

## Ausstellungen
- 2010: Galerie Buchholz, Köln

## Bücher von Martin Wong
- Footprints, poems and leaves, San Francisco ca. 1968
- New Paintings. November 5-December 23, 1988, (Exit Art) 1988
- mit Dan Cameron, Carlo McCormick: Sweet Oblivion. The Urban Landscape of Martin Wong, (Rizzoli) 1998 (engl.)